# Вортем (Міссурі)
Вортем (англ. Wortham) — переписна місцевість (CDP) в США, в окрузі Сент-Франсуа штату Міссурі. Населення — 197 осіб (2020).

## Географія
Вортем розташований за координатами 37°50′23″ пн. ш. 90°36′13″ зх. д. / 37.83972° пн. ш. 90.60361° зх. д. (37.839749, -90.603497).  За даними Бюро перепису населення США в 2010 році переписна місцевість мала площу 2,33 км², з яких 2,31 км² — суходіл та 0,02 км² — водойми.

## Демографія
Згідно з переписом 2010 року, у переписній місцевості мешкало 275 осіб у 103 домогосподарствах у складі 71 родини. Густота населення становила 118 осіб/км².  Було 136 помешкань (58/км²).
Расовий склад населення:
| - 99,3 % — білих - 0,4 % — чорних або афроамериканців |

До двох чи більше рас належало 0,4 %. Частка іспаномовних становила 1,5 % від усіх жителів.
За віковим діапазоном населення розподілялося таким чином: 29,8 % — особи молодші 18 років, 61,8 % — особи у віці 18—64 років, 8,4 % — особи у віці 65 років та старші. Медіана віку мешканця становила 35,2 року. На 100 осіб жіночої статі у переписній місцевості припадало 109,9 чоловіків;  на 100 жінок у віці від 18 років та старших — 112,1 чоловіків також старших 18 років.
Цивільне працевлаштоване населення становило 111 осіб. Основні галузі зайнятості: виробництво — 39,6 %, роздрібна торгівля — 28,8 %, публічна адміністрація — 9,0 %, оптова торгівля — 7,2 %.